# ستيرات المغنيسيوم
ستيرات المغنيسيوم هو مركب كيميائي له الصيغة Mg(C18H35O2)2، ويكون على شكل صلب أبيض اللون.

## الاستخدام الصيدلاني
يُستخدم كعامل مزلق في المضغوطات والمحافظ.
يتم استخدام ستيرات المغنيسيوم بشكل واسع في مستحضرات التجميل و الأغذية و الأشكال الصيدلانية المختلفة حيث يدخل في صناعة المضغوطات و المحافظ كعامل مزلق بتراكيز تتراوح بين (0.25-25)% .

## التأثير على صحة الجسم
تُستخدم ستيرات المغنيسيوم بشكل واسع كسواغ في المستحضرات الصيدلانية، و قد اعتُبر قليل السميّة عند تناوله فموياً على أن استهلاك كميات كبيرة منه قد تُعطي تأثيرات ملينة أو مخرشة للمخاطيات .
يُعتبر استنشاق مسحوق ستيرات المغنيسيوم خطيراً على صحة الجسم حيث قد يتسبب بآثار قد لا تُحمد عقباها .

## سلامة الاستعمال
تختلف الاحتياطات المتبعة أثناء التعامل مع ستيرات المغنيسيوم وفقاً للظروف و الكميات المستعملة، حيث يُنصح بحماية الأعين و استخدام القفازات .
ينبغي العمل في جو جيد التهوية عند التعامل مع ستيرات المغنيسيوم و يُفضّل استخدام جهاز التنفس الاصطناعي.

## التنافرات
يتنافر ستيرات المغنيسيوم مع الحموض والأسس القوية و أملاح الحديد. كما أنه يجب عدم مزج ستيرات المغنيسيوم مع المؤكسدات القوية.

## اقرأ أيضاً
- أسيتات الكالسيوم والمغنيسيوم